# Pittosporum daphniphylloides
Pittosporum daphniphylloides är en tvåhjärtbladig växtart som beskrevs av Bunzo Hayata. Pittosporum daphniphylloides ingår i släktet Pittosporum och familjen Pittosporaceae. Utöver nominatformen finns också underarten P. d. adaphniphylloides.